# Rômulo Fialdini
Romulo Fialdini (Belo Horizonte, 8 de maio de 1947) é um fotógrafo brasileiro. Autodidata, inicia a carreira profissional em 1970, como assistente do fotógrafo Luiz Hossaka, no Museu de Arte de São Paulo. Permanece na instituição até 1974, onde produz imagens para catálogos, livros e para o arquivo de documentos de Lina Bo Bardi. A partir dessa data, trabalha como freelancer nas áreas editorial e de publicidade, tornando-se especialista no campo de reproduções de obras de arte.
Paralelamente, desenvolve ensaios em preto-e-branco enfocando a arquitetura e a paisagem urbana de metrópoles como São Paulo, Nova York, Chicago e Montevidéu. Entre as mostras individuais, destaca-se Chicago, realizada em 1995, na Galeria Fotoptica, na capital paulista. Participa de exposições coletivas desde a década de 1970, entre as quais se destacam Bienal Nacional 76 (Fundação Bienal, São Paulo, 1976), 1ª Quadrienal de Fotografia (MAM, São Paulo, 1985) e Miroir Rebelle, apresentada em Paris e no Rio de Janeiro (1986). Em 2003, integrou o Clube de Colecionadores de Fotografia do MAM. Suas fotos encontram-se conservadas no Museu de Arte de São Paulo, Museu de Arte Moderna de São Paulo e Museu de Arte Contemporânea da Universidade de São Paulo. A Galeria Raquel Arnaud representa o artista desde 2011